# Mosquete Modelo 1752
O Mosquete Modelo 1752 foi a primeira arma padrão da infantaria do "Ejército de Tierra" espanhol, inventado em 1752 e usado pelo exército espanhol desde então, até ser substituído pelos fuzis Minié, muito mais eficazes, em meados do século XIX. O Mosquete M1752 foi implantado nas colônias hispano-americanas, onde entrou em ação durante a invasão britânica de Cuba. A Espanha também forneceu cerca de 10.000 a 12.000 desses mosquetes para os rebeldes americanos durante sua luta contra os britânicos.

## Visão geral
O Mosquete Modelo 1752 foi um mosquete típico para o período, a arma manteve uma longa vida útil sob a coroa espanhola e foi implantada em suas várias forças de linha de frente em vários domínios espanhóis. O Modelo 1752 estava em ampla circulação até meados da década de 1850, época em que mais e mais forças de combate estavam adotando mosquetes Minié mais modernos (categorizados como "mosquetes estriados").
O Mosquete Modelo 1752 apresentava características de design associadas às armas longas desse período nas guerras terrestres (na infantaria de linha) - possuiam canos longos e pesados utilizando coronhas de madeira de peça única que abrigava o cano de aço e o mecanismo de ação da arma. Como eram armas de antecarga, que exigia o uso de uma vareta de carregamento, mantida em um canal na coronha sob o cano. A coronha era afixada ao cano em vários pontos, geralmente duas cintas de latão e um protetor também de latão, na ponta do guarda mão, que tinha mais um tubo de suporte da vareta fundido nela.
O mecanismo de disparo era do método de pederneira, exigindo que um pedaço de sílex fosse colocado em uma espécie de pinça no cão e armado para trás antes do disparo. As etapas adicionais incluíam o carregamento de pólvora negra primeiramente no cano juntamente com a bala esférica e em seguida na caçoleta. A coronha de madeira incorporava uma empunhadura reta que era ligeiramente inclinada para baixo e estendida para se tornar o batente que tinha uma placa de proteção. A mira era feita através de acessórios ao longo da parte superior da arma. O gatilho foi instalado dentro de um anel oblongo (guarda-mato) sob o mecanismo de ação. O mecanismo de ação era específico e conhecido como "mecanismo Miquelet", que retrabalhava algumas das práticas de design conhecidas da pederneira - principalmente na mola principal e no cão.

## Variantes
O Modelo 1752 sofreu algumas modificações posteriores em 1755 e 1757.

### Modelo 1752
O Modelo 1752 original.

### Modelo 1755
O Modelo 1755 foi uma versão modificada do padrão em 1755.

### Modelo 1757
O Modelo 1757 foi uma versão modificada do padrão em 1757.

## Guerras
Esses foram os conflitos nos quais o Mosquete Modelo 1752 foi utilizado:
- Cerco de Havana
- Guerras Indígenas nos Estados Unidos
- Guerras quilombolas
- Guerra anglo-espanhola (1762-1763)
- Guerra de Independência dos EUA
- Guerra hispano-portuguesa (1776-1777)
- Revolução Haitiana
- Guerras Revolucionárias Francesas
- Guerra dos Pireneus
- Guerra anglo-espanhola (1796-1802)
- Guerras Napoleônicas
- Guerra das Laranjas
- Expedição de São-Domingo
- Guerra da Terceira Coligação
- Invasões Britânicas do Rio da Prata
- Invasão Espanhola de Portugal (1762)
- Guerra Peninsular
- Guerra da Independência da Bolivia
- Guerra da Independência do México
- Guerra da Independência da Argentina
- Guerra da Independência do Chile
- Guerra da Independência da Venezuela
- Guerra da Sexta Coligação
- Guerra da Sétima Coligação
- Reconquista de Nova Granada
- Guerra da Independência do Equador
- Tentativas espanholas de reconquista do México
- Invasão francesa da Espanha
- Guerra Civil Portuguesa (1832-1834)
- Primera guerra carlista
- Segunda guerra carlista
- Guerra da Cochinchina
- Guerra hispano-marroquina
- Guerra da Restauração Dominicana
- Guerra hispano–sul-americana
- Guerra dos Dez Anos